# Energiöverföringen Hällsjön-Grängesberg
Energiöverföringen Hällsjön-Grängesberg var världens första kommersiella trefasöverföring. Den invigdes den 18 december 1893 och gick mellan Hällsjöns kraftstation och Grängesberg, en sträcka på cirka 13 km i södra Dalarna. Detta banbrytande projekt, som levererade 200 hästkrafter trefas elektrisk energi vid 9 300 volt för kraft och 100 hk vid 5 000 volt för belysning, markerade ett genombrott inom elkraftsteknik. Bakom projektet stod ingenjörerna Jonas Wenström och Ernst Danielsson, som utvecklade och implementerade den revolutionerande tekniken för trefassystemet.

## Pionjärer bakom projektet
Jonas Wenström föddes 1855 i Hällefors och blev en av Sveriges mest framstående ingenjörer och var 1893 chefsingenjör och teknisk rådgivare vid ASEA. Hans intresse för tekniska problem, från glödlampor till dynamomaskiner, lade grunden för utvecklingen av hans patent för trefas växelström. Wenströms patent, som beviljades 1890, kom att utgöra grunden för den kommersiella elektrifieringen av industrin och samhället.
Ernst Danielsson, som efter sin utbildning på Kungliga Tekniska Högskolan i Stockholm arbetade internationellt innan han återvände till Sverige, var avgörande för att omsätta Wenströms idéer till praktisk tillämpning. Han spelade en nyckelroll i framgången för trefasöverföringen vid Hällsjön-Grängesberg och andra tidiga industriprojekt. Hans insatser ledde också till utvecklingen av viktiga innovationer, såsom autosynkronmotorn och tandemmotorn.

## Historik och förberedelser
Innan trefassystemet infördes, hade energiöverföring i industriella sammanhang varit beroende av mekaniska lösningar som vattenhjul och stånggångar, vilka användes för att driva gruvor och hyttor. Ett stort steg framåt togs när Grängesbergs Stora Konstbolag 1846 installerade två stora vattenhjul och ett omfattande system av kanaler och dammar för att utnyttja vattenkraften i området. Med tiden blev det uppenbart att elektrifiering var nästa nödvändiga steg för att öka effektiviteten och kapaciteten.
I slutet av 1800-talet började det första elektriska belysningssystemet installeras i Grängesbergs dagbrott. Detta möjliggjorde gruvdrift även på natten och blev en viktig milstolpe i elektrifieringen av industrin. ASEA fick 1892 uppdraget att leverera ett komplett trefassystem för kraft och belysning mellan Hällsjön och Grängesbergs gruvor.

## Trefassystemet gör entré
ASEAs kontrakt för Hällsjöns kraftstation, undertecknat den 5 januari 1893, omfattade två generatorer för kraft, en för belysning samt en reservgenerator. Elektriciteten för kraft upptransformerades till 9 500 volt för överföring till gruvorna, medan belysningsströmmen transformerades till 5 000 volt för att driva belysningssystemet. Installationen inkluderade även motorer och transformatorer för att mata gruvornas olika anläggningar, såsom mekaniska verkstäder och ångmaskiner.
De totala kostnaderna för projektet uppgick till cirka 70 000 kronor, en betydande investering vid tiden. Projektet inkluderade installation av fyra turbiner och generatorer, med en samlad kapacitet på 400 hk. Belysningsnätet drevs av båglampor och glödlampor, som tillhandahölls genom ett trefassystem, vilket snabbt visade sig vara både effektivt och tillförlitligt.

## Invigningen
Invigningen av trefassystemet den 18 december 1893 var en högtidlig tillställning som samlade representanter från både Grängesbergsbolaget och ASEA, samt flera dignitärer. Två landshövdingar närvarade, och ett extratåg sattes in för att transportera inbjudna gäster till evenemanget. Under invigningsceremonin hyllades den nya tekniken och dess potentiella framtida tillämpningar.
Trots den högtidliga stämningen inträffade en incident när ett överslag i en jordkabel orsakade ett tillfälligt avbrott i belysningen under middagen. Problemet löstes snabbt, och invigningen blev en milstolpe för svensk ingenjörskonst.

## Eftermäle och betydelse
Hällsjöns kraftstation och dess 13 km långa överföring till Grängesbergs gruvor blev en modell för framtida elektrifieringsprojekt, både i Sverige och internationellt. Det trefasbaserade systemet visade sig vara överlägset tidigare system, och tekniken spreds snabbt till andra industrier. Jonas Wenström, som avled kort efter invigningen, och Ernst Danielsson kom att bli ihågkomna som banbrytande pionjärer inom svensk elkraftsteknik.
Systemet vid Hällsjöns kraftstation banade väg för ytterligare elektrifiering av den svenska industrin och bidrog till att etablera ASEA (senare ABB) som en ledande aktör på den globala kraftmarknaden.